# Salinero
Salinero egy ló akit a Holland nemzetiségű lovas Anky van Grunsven lovagol, és akivel eredményesen versenyeznek a lovaglás Díjlovaglás szakágában.
Anky azt mondta róla, hogy: "Egy napon a világ legjobb lovainak egyike lesz".

És igaza lett…
Salinero kétszeres olimpiai bajnok, a díjlovaglás egyéni aranyérmese a 2004-es athéni és a 2008-as pekingi olimpiákon.
Salinero eredetileg ugró reménység volt, de amikor Sjef Janssen felfedezte, hogy milyen kiváló díjló adottságokkal rendelkezik, megvette az amerikai Tess Guilder számára. Miután a herélt jól szerepelt az alacsonyabb osztályokban, Sjef és Anky saját célra megvették.
Anky van Grunsven azóta hihetetlen sikereket ért el a herélttel, a 2004. évi és 2008. évi olimpiák egyéni aranyérmén felül még számtalan nemzetközi Nagydíjat. 2004-ben Salinero hátán Anky volt az első holland lovas, akinek sikerült Aachenben nyerni.
Salinero "Keltec Salinero" név alatt versenyzett, amire "Gestion Salinero"-ról átnevezték, mert van Grunsven-t a Keltec szponzorálta. Ma már egy újabb szponzorváltás következtében a ló "IPS Salinero" néven versenyzik.
Salinero nagyon érzékeny ló, Grand Prix karrierjének korábbi szakaszaiban könnyen feszültté tudott válni, azonban ahogy felnövekedett és érettebb lett a herélt, egyre elengedettebbé vált és eredményei javultak. Lovaglása után, Salinero jutalom képen banánt szokott kapni.

## Eredményei
A következőkben a rövidség kedvéért GP fogja a Nagydíjat jelölni, ami a Nagydíj angol megnevezésének, a Grand Prix-nak a rövidítése.
- 2008 Olimpiai Játékok, Peking (CHN) : GPKűr 82,500% (egyéni aranyérem)
- 2006 WEG Aachen : GPKűr 86,10% (1. hely), GP 77,80% (2. hely)
- 2006 CHIO Rotterdam: GP 81,33% (Világcsúcs!)
- 2006 CDI-W Final Amsterdam (NED): 78,250% (1. hely)
- 2006 CDI 3*-W 's-Hertogenbosch (NED)  GPKűr 87,925% (Világcsúcs!), GP 77,375% (1. hely)
- 2005 CDI-W Mechelen: (BEL)  GPKűr 83,600%, GP 76,126% (1. hely)
- 2005 CDI-W London-Olympia (GBR): GPKűr 82,850%, GP 76,083% (1. hely)
- 2005 CDI 3*-W Maastricht (NED): GPKűr 82,375%, GP 78,000% (1. hely)
- 2005 CDIO 3* Aachen (GER): GPKűr / CDIO 81,525%, GPSpecial / CDIO 70,960%, GP / CDIO 74,500%
- 2005 CH-EU-D Hagen (GER): GPKűr 83,000%, GPSpecial 76,160%, GP 77,417% (1. hely)
- 2005 CDI 3* Gelderland (NED): GPSpecial 78,640%, GP 78,212% (1. hely)
- 2005 CDI-W Final Las Vegas (USA): GPKűr 86,725%, GP 78,000%
- 2005 CDI-W Düsseldorf (GER): GP 77,416%, GPKűr 84,425% (1. hely)
- 2005 CDI 3*-W 's-Hertogenbosch (NED):  GP 75,750%, GPKűr 83,600% (1. hely)
- 2004 Olympic Games Athens (GRE): GPKűr 85,825%, GPSpecial 77,800%, GP 74,208% (Individual Gold)
- 2004 CDIO Aachen (GER): GPKűr 83,650%, GPSpecial 77,160%, GP 75,416% (1. hely)
- 2004 CDI-W Final Düsseldorf (GER): GP 75,791%, GPKűr 83,450% (1. hely)
- 2004 CDI-W 's-Hertogenbosh (NED): GP 75,208%,  GPKűr 81,400% (1. hely)
- 2004 CDI-W Amsterdam (NED): GP 74,750%, GPKűr 80,450% (1. hely)
- 2003 CDI-W Mechelen (BEL): GP 72,125%, GPKűr 80,825% (1. hely)
- 2003 CDI-W Maastricht (NED): GP 70,083%, GPKűr 79,975%

## Fordítás
- Ez a szócikk részben vagy egészben az Salinero című angol Wikipédia-szócikk ezen változatának fordításán alapul.  Az eredeti cikk szerkesztőit annak laptörténete sorolja fel. Ez a jelzés csupán a megfogalmazás eredetét és a szerzői jogokat jelzi, nem szolgál a cikkben szereplő információk forrásmegjelöléseként.